# Lilltjärnen (Hassela socken, Hälsingland)
Lilltjärnen är en sjö i Nordanstigs kommun i Hälsingland och ingår i Ljungans huvudavrinningsområde.